# Beata Wojciechowska
Beata Janina Wojciechowska (ur. 24 czerwca 1963 w Kielcach) – polska historyczka, mediewistka, profesorka nauk humanistycznych, rektorka Uniwersytetu Jana Kochanowskiego w Kielcach w kadencji 2024–2028.

## Życiorys
W 1982 ukończyła II Liceum Ogólnokształcące im. Jana Śniadeckiego w Kielcach. W latach 1982–1987 odbyła studia z zakresu historii w Wyższej Szkole Pedagogicznej w Kielcach. Doktoryzowała się w 1997 w Instytucie Historii PAN w Warszawie na podstawie pracy zatytułowanej Obrzędy doroczne w ludowej kulturze tradycyjnej polskiego średniowiecza, której promotorem był Stanisław Bylina. Stopień doktor habilitowanej uzyskała w 2010 na Uniwersytecie Humanistyczno-Przyrodniczym Jana Kochanowskiego w Kielcach w oparciu o rozprawę Ekskomunika w Polsce średniowiecznej. Normy i funkcjonowanie. Za pracę habilitacyjną otrzymała Nagrodę KLIO. 27 lipca 2021 decyzją prezydenta RP otrzymał tytuł naukowy profesora.
W 1987 podjęła pracę w Wyższej Szkole Pedagogicznej w Kielcach, przekształconej następnie w Akademię Świętokrzyską i Uniwersytet Jana Kochanowskiego. Początkowo zatrudniona była na stanowisku asystenta, a później adiunkta (1997) i profesora. W latach 2012–2020 była dyrektorką Instytutu Historii. Na UJK związana jest z Zakładem Historii Średniowiecznej. Specjalizuje się w historii i kulturze Polski późnośredniowiecznej, a jej zainteresowania badawcze obejmują ekskomunikowanych, sądownictwo kościelne oraz kulturę prawną tego okresu. Od roku akademickiego 2020/2021 do 2024 pełniła funkcję dziekana Wydziału Humanistycznego UJK. 
Została wybrana na członka Komitetu Nauk Historycznych PAN na kadencję 2020–2023.
Od 2024 piastuje stanowisko rektora Uniwersytetu Jana Kochanowskiego w Kielcach.

## Publikacje
- Od godów do świętej Łucji. Obrzędy doroczne w Polsce późnego średniowiecza, Kielce 2000
- Ekskomunika w Polsce średniowiecznej. Normy i funkcjonowanie, Kielce 2010